# Хофф, Кэти
Кэтрин Элиз («Кэти») Хофф (англ. Kathryn Elise "Katie" Hoff, род. 3 июня 1989 года, Пало-Алто) — американская пловчиха, 8-кратная чемпионка мира и трёхкратная медалистка Олимпийских игр в нескольких дисциплинах плавания.
Родилась в Пало-Алто, Калифорния, позднее с семьёй переехала в Тоусон, Мэриленд. Мать Кэти Хофф, Джинни, в период с 1980 по 1983 гг. была одной из лучших игроков Стэнфорда по баскетболу. Тренер — Пол Йеттер. В 2005 году Кэти Хофф стала спортсменкой года по версии Олимпийского комитета США. Трижды, с 2005 по 2007 гг. была признана лучшей спортсменкой США в плавании. По состоянию на 10 августа 2008 года Кэти Хофф дважды устанавливала мировые рекорды на дистанции 400 м комплекс: на чемпионате мира в Мельбурне 1 апреля 2007 года — на отметке 4.32,89 и 29 июня 2008 года в Омахе — 4.31,12. 29 марта 2007 года на чемпионате мира в Мельбурне в составе команды из четырёх спортсменок она установила мировой рекорд в эстафете 4×200 м вольным стилем — 7.50,09. Побеждала на множестве соревнований национального уровня, таких, как Открытый чемпионат США, на чемпионатах стран тихоокеанского региона.
Одной из характерных особенностей Кэти Хофф в плавании комплексом является сильнейшее прохождение третьего отрезка дистанции (брасс). Кэти Хофф участвовала на Олимпиаде в Афинах в двух дисциплинах — 200 м комплекс и 400 м комплекс, являясь самой юной участницей во всей американской делегации. Она выполнила нормативы Олимпийских игр 2008 года и участвовала на следующих дистанциях: 
- 9 августа, 400 м комплекс — 3 место, бронзовая медаль
- 10 августа, 400 м вольный стиль — 2 место, серебряная медаль
- 12 августа, 200 м вольный стиль — 4 место
- 12 августа, 200 м комплекс — 4 место
- 13 августа, эстафета 4×200 м вольный стиль — 3 место, бронзовая медаль
- 14 августа, 800 м вольный стиль — предварительный заплыв

За эти шесть дней Кэти Хофф участвовала в 12 заплывах, проплыв в общей сложности 3 километра 800 метров. Для сравнения, за тот же период Майкл Фелпс, который на четыре года старше Кэти Хофф, участвовал в 13 заплывах и проплыл 2 километра 800 метров.